# حذیفه دوغان
حذیفه دوغان (انگلیسی: Hüzeyfe Doğan؛ زادهٔ ۱ ژانویهٔ ۱۹۸۱) بازیکن فوتبال اهل ترکیه است.
از باشگاه‌هایی که در آن بازی کرده‌است می‌توان به باشگاه فوتبال آنکاراگوچو، باشگاه فوتبال پادربورن، باشگاه فوتبال دنیزلی اسپور، باشگاه فوتبال یونیون برلین، باشگاه فوتبال بایر ۰۴ لورکوزن، و باشگاه فوتبال ینی ملطیه‌اسپور اشاره کرد.
وی همچنین در تیم‌های ملی فوتبال Turkey national under-19 football team و زیر ۲۰ سال آلمان بازی کرده‌است.